# ARM Cortex-A75

## Thiết kế
Cortex-A75 đóng vai trò là người kế nhiệm của Cortex-A73, được thiết kế để cải thiện hiệu suất so với A73 trong khi vẫn duy trì hiệu quả tương tự.  Theo ARM, A75 dự kiến sẽ cung cấp hiệu suất cao hơn 16-48% so với A73 và được nhắm mục tiêu vượt quá khối lượng công việc di động. A75 cũng có đường bao TDP tăng thêm 2 W, cho phép tăng hiệu suất.
Các lõi Cortex-A75 và Cortex-A55 là những sản phẩm đầu tiên hỗ trợ công nghệ DynamIQ của ARM.  Sự kế thừa cho big.LITTLE, công nghệ này được thiết kế để linh hoạt hơn và có thể mở rộng khi thiết kế các sản phẩm đa lõi.

## Cấp phép
Cortex-A75 có sẵn như là SIP lõi để được cấp phép, và thiết kế của nó làm cho nó phù hợp để hội nhập với lõi SIP khác (ví dụ GPU, màn hình điều khiển, DSP, xử lý hình ảnh, vv) vào một chết tạo thành một hệ thống trên một chip (SoC).
ARM cũng đã hợp tác với Qualcomm cho phiên bản bán tùy chỉnh của Cortex-A75, được sử dụng trong CPU Kryo 385.  Lõi bán tùy chỉnh này cũng được sử dụng trong một số SoC tầm trung của Qualcomm là Kryo 360 Gold.